# Amtsgericht Stolzenau

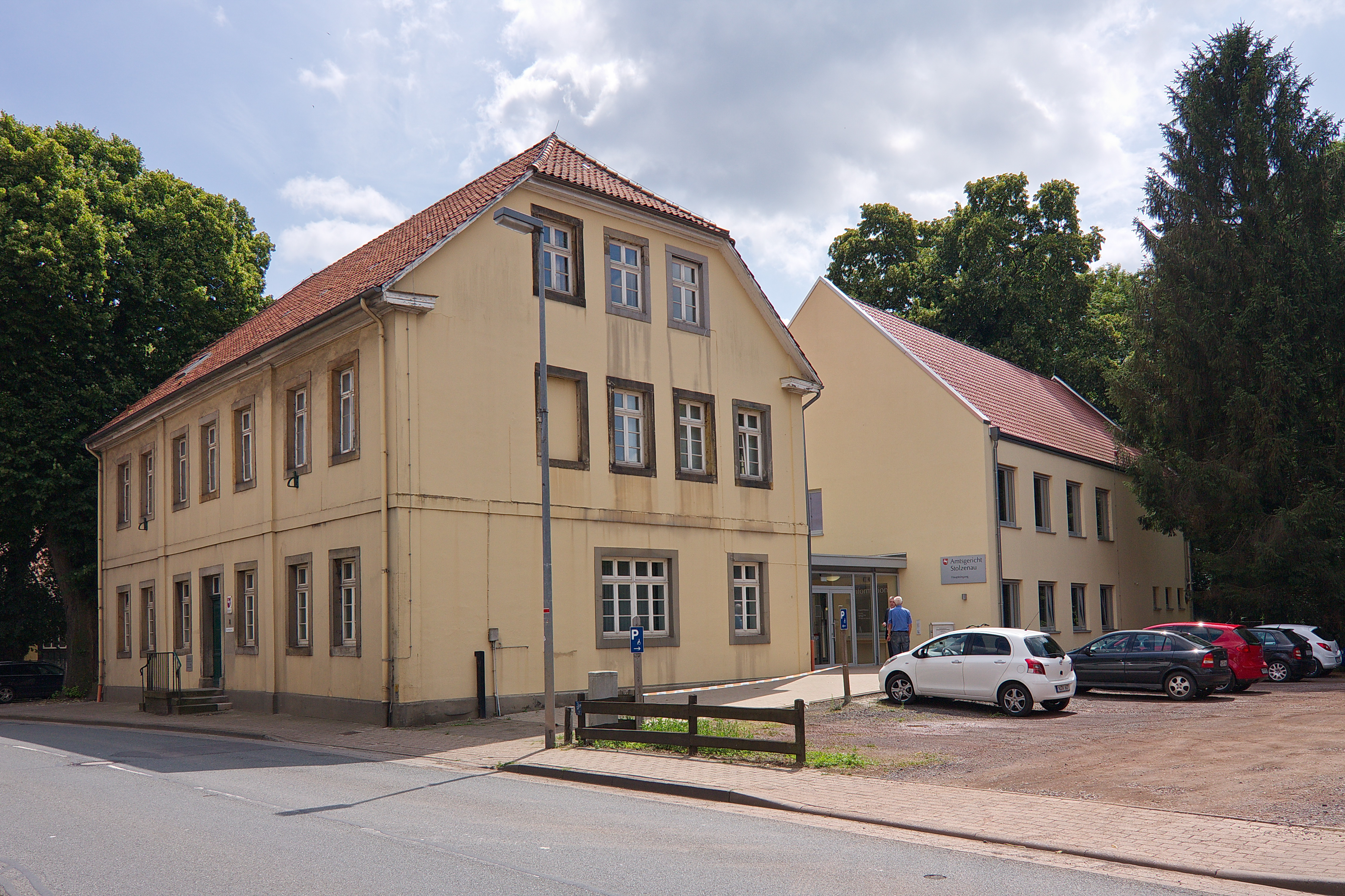
Amtsgericht in Stolzenau IMG 7919

Das Amtsgericht Stolzenau ist eines von zehn Amtsgerichten im Bezirk des Landgerichts Verden. Es hat seinen Sitz in Stolzenau in Niedersachsen. 
Zuständig ist das Amtsgericht Stolzenau für den südlichen Teil des Landkreises Nienburg/Weser. Mit der Aufhebung des Amtsgerichts Uchte am 1. Juli 1973 gehört zum Amtsgerichtsbezirk auch der südwestliche Teil des Landkreises. Ihm ist das Landgericht Verden übergeordnet. Zuständiges Oberlandesgericht ist das Oberlandesgericht Celle.

## Geschichte
Nach der Revolution von 1848 wurde im Königreich Hannover die Rechtsprechung von der Verwaltung getrennt und die Patrimonialgerichtsbarkeit abgeschafft.
Das Amtsgericht wurde daraufhin mit der Verordnung vom 7. August 1852 die Bildung der Amtsgerichte und unteren Verwaltungsbehörden betreffend als königlich hannoversches Amtsgericht gegründet. 
Es umfasste das Amt Stolzenau.
Das Amtsgericht war dem Obergericht Nienburg untergeordnet. Das Amtsgericht war 1852 bis 1859 auch Weserzollgericht. 
Im Jahre 1859 wurde das Amtsgericht Rehburg aufgehoben und sein Gerichtsbezirk dem des Amtsgerichtes Stolzenau zugeordnet. Mit der Annexion Hannovers durch Preußen wurde es zu einem preußischen Amtsgericht in der Provinz Hannover. 
Seit 2005 ist das Amtsgericht Walsrode für die Führung des Handels-, des Genossenschafts- und des Vereinsregisters im Landgerichtsbezirk Verden ausschließlich zuständig. Das Partnerschaftsregister wird seit dem 1. August 2005 zentral bei dem Amtsgericht Hannover geführt. Für Insolvenzverfahren ist das Amtsgericht Syke zuständig.